# Пандья, Джоти
Джоти Пандья (англ. Jyoti Pandya, полное имя Jyotiben Pandya) — врач по профессии, индийская женщина-политик из Бхаратия джаната парти и 24-й мэр Вадодары.

## Политическая деятельность
Пандья была президентом женского крыла Бхаратия джаната парти (англ. BJP Mahila Morcha).
На 2024 год она оставалась вице-президентом National Mahila Morcha.
Являясь медийной личностью, в 2023–2024 годах Пандья публично говорила о проблемах с расходованием городских фондов и о связанном с этим отставании Вадодары в развитии от похожих на него городов Индии.
13 марта 2024 года членство Джоти в Бхаратия джаната парти было приостановлено совместным решением центрального руководства партии и руководства штата, в том числе она лишена всех занимаемых постов. О причинах этого ни руководство партии, ни президент штата и член партии Ч. Р. Патил не сообщили.
На 2024 год Джоти Пандья остаётся практикующим врачом.

### Выборы мэра Вадодары в 2010 году
В 2010 году Джоти Пандья победила на выборах мэра Вадодары.
Во время выборов Пандья была наиболее вероятным претендентом на эту должность, так как выиграла голосование в качестве советника. Пандья, избранная из 8-го отделения, представляющего в основном район Карелибаг, является практикующим врачом и имеет большой опыт административной работы в Бхаратия джаната парти (БДП). 